# 목포시 (2000년 선거구)
목포시는 대한민국의 국회의원 선거구이다. 전라남도 목포시 일대를 관할한다. 현 지역구 국회의원은 더불어민주당의 김원이이다.

## 역사
대한민국 제16대 국회의원 선거를 앞두고 선거구 개편이 일어났다. 이에 목포시가 단일 선거구를 구성하게 되면서 신설되었다.

## 관할 구역
| 대수  | 관할 구역   |
| ----- | ----------- |
| 16대~ | 목포시 일원 |

## 역대 국회의원
| 선거   | 정당 | 정당         | 의원   |
| ------ | ---- | ------------ | ------ |
| 2000년 |      | 새천년민주당 | 김홍일 |
| 2004년 |      | 새천년민주당 | 이상열 |
| 2008년 |      | 무소속       | 박지원 |
| 2012년 |      | 민주통합당   | 박지원 |
| 2016년 |      | 국민의당     | 박지원 |
| 2020년 |      | 더불어민주당 | 김원이 |
| 2024년 |      | 더불어민주당 | 김원이 |

## 역대 선거 결과

### 대한민국 제16대 국회의원 선거
|  | 91.78% |

|  | 8.21% |

### 대한민국 제17대 국회의원 선거
|  | 50.89% |

|  | 40.54% |

|  | 4.80% |

|  | 3.75% |

### 대한민국 제18대 국회의원 선거
|  | 53.58% |

|  | 38.07% |

|  | 5.53% |

|  | 2.12% |

|  | 0.66% |

### 대한민국 제19대 국회의원 선거
|  | 71.17% |

|  | 16.29% |

|  | 11.93% |

|  | 0.58% |

### 대한민국 제20대 국회의원 선거
|  | 56.38% |

|  | 20.26% |

|  | 8.32% |

|  | 6.54% |

|  | 5.45% |

|  | 1.69% |

|  | 0.69% |

|  | 0.64% |

### 대한민국 제21대 국회의원 선거
|  | 48.76% |

|  | 37.34% |

|  | 11.88% |

|  | 2.00% |

### 대한민국 제22대 국회의원 선거
|  | 71.43% |

|  | 13.65% |

|  | 5.52% |

|  | 4.01% |

|  | 3.06% |

|  | 2.31% |

## 같이 보기
- 대한민국의 국회의원 선거구 목록